# Robert Gliński

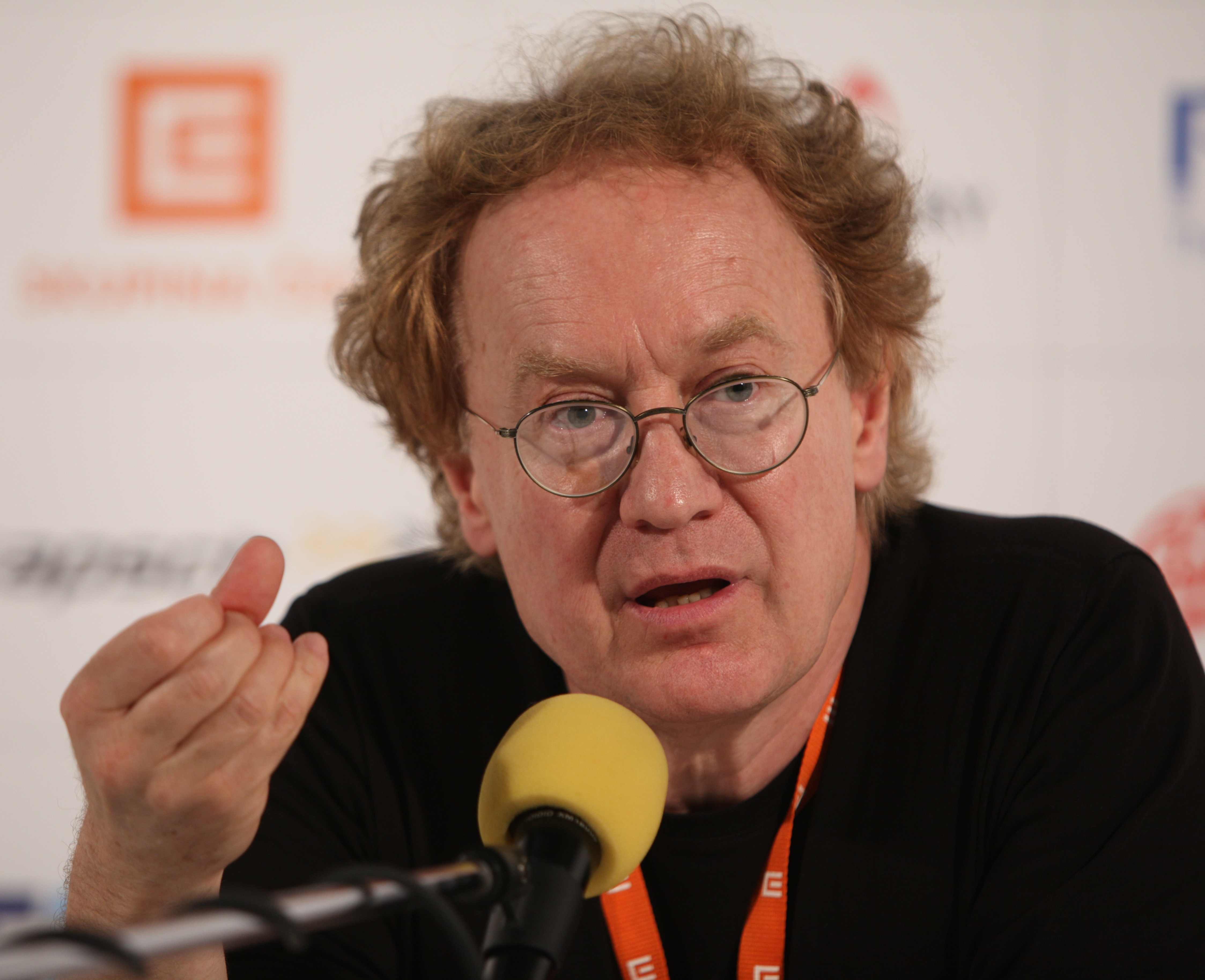
Robert Gliński (2009)

Robert Ignacy Gliński (* 17. April 1952 in Warschau) ist ein polnischer Filmregisseur und Rektor der Filmhochschule Łódź.
Gliński studierte in Warschau Architektur, bevor er zur Filmhochschule Łódź ging, um Regie zu studieren. Er arbeitet seit seinem Abschluss an der Filmhochschule 1979 als Regisseur für Film, Fernsehen und Theater und schuf dabei Dokumentarfilme wie auch Spielfilme. Seine größten Erfolge waren 2001 Tereska, mit dem er das polnische Festival in Gdynia gewann und den Polnischen Filmpreis in der Kategorie beste Regie, sowie 2005 Unkenrufe – Zeit der Versöhnung, eine Verfilmung des gleichnamigen Romans von Günter Grass.

## Filmografie

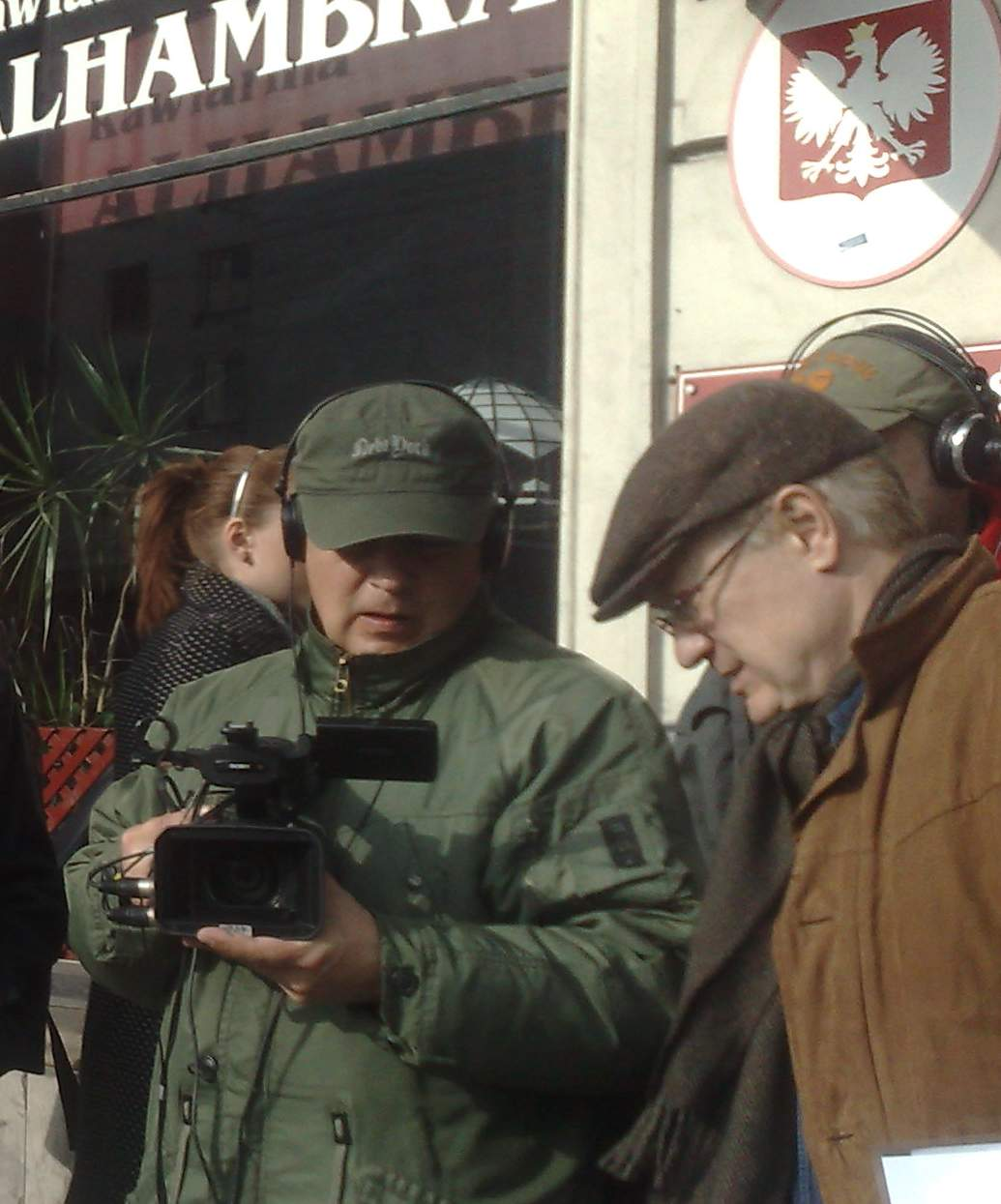
Robert Gliński (links)

- 1983: Sonntagsspielereien (Niedzielne igraszki)
- 2001: Tereska (Cześć Tereska)
- 2005: Unkenrufe – Zeit der Versöhnung
- 2010: Ich, Tomek (Świnki)
- 2014: Operation Arsenal – Schlacht um Warschau (Kamienie na szaniec)